# Сагайдак Валентин Петрович
Валентин Петрович Сагайдак (1893, село Харківської губернії, тепер Харківської області — розстріляний 23 листопада 1937, місто Одеса) — радянський діяч, відповідальний секретар Ніжинського і Роменського окружних комітетів КП(б)У.

## Життєпис
Член РСДРП(б) з березня 1917 року.
З жовтня по листопад 1920 року — секретар Кременчуцького губернського комітету КП(б)У.
У грудні 1920 — січні 1921 року — відповідальний секретар Кременчуцького губернського комітету КП(б)У.
У березні — травні 1922 року — завідувач організаційного відділу Подільського губернського комітету КП(б)У.
У 1924 році — відповідальний секретар Ніжинського окружного комітету КП(б)У.
У квітні — травні 1925 року — завідувач організаційного відділу Запорізького окружного комітету КП(б)У.
З березня по серпень 1930 року — відповідальний секретар Роменського окружного комітету КП(б)У.
На 1934 рік — 1-й секретар Іллічівського районного комітету КП(б)У міста Одеси.
1937 року заарештований органами НКВС. Засуджений до розстрілу, страчений 23 листопада 1937 року. Посмертно реабілітований.